# Condition aux limites dynamique
En mathématiques, une condition aux limites dynamique correspond à une combinaison linéaire entre la dérivée temporelle et la dérivée spatiale de la solution d'une équation aux dérivées partielles aux bords du domaine d'étude.
Pour une équation aux dérivées partielles donnée dans un domaine D, dont on note u la solution, la condition aux limites dynamique s'écrit dans sa forme générale
{\displaystyle a(x,t){\frac {\partial u}{\partial t}}+{\frac {\partial u}{\partial n}}=h(x,t)\qquad {\text{pour tout  }}x\in \partial D{\text{ et  }}t>0}
où le coefficient a désigne une fonction dépendant des variables x et t. Lorsque a ≥ 0, on dit que la condition est dissipative.
Ce type de condition correspond à une interpolation entre la condition aux limites de Neumann (en prenant a = 0) et la condition aux limites de Dirichlet (en divisant l'équation {\displaystyle a{\frac {\partial u}{\partial t}}+{\frac {\partial u}{\partial n}}=h} par a et en faisant tendre a vers l'infini).
De telles conditions se rencontrent dans des problèmes modélisant une répartition de la chaleur dans un milieu dont le bord est entouré par une très fine paroi possédant une grande conductivité. Dans ce cas, si l'on note a la conductivité de la paroi, la condition modélisant le phénomène est alors une condition aux limites dynamique s'écrivant
{\displaystyle {\frac {1}{c}}{\frac {\partial u}{\partial t}}+{\frac {\partial u}{\partial n}}=h(x,t)}